# SexMex
SexMex, S.A. de C.V. es un estudio pornográfico con sede en Guadalajara, Jalisco. Es el estudio de pornografía más grande de México y Latinoamérica.

## Historia
La compañía fue fundada en 1999 por Fernando Deira, quien empleó $500 dólares que ganó en un concurso fotográfico para iniciar México Lust, un sitio pornográfico que eventualmente se convertiría en SexMex.
El sitio comenzó a grabando cuatro videos mes a mes, produciendo entre 120 y 150 videos anualmente.[cita requerida]

## Visitas
El sitio recibe aproximadamente 1 millón visitas mensuales.[cita requerida]
En comparación, PornHub, el sitio porno más visitado del mundo tiene unos 14 mil millones de visitas al año. 78,7 millones de ellas son de México.